# Fadéla Boumendjel-Chitour
Fadéla Boumendjel-Chitour (Blida, 2 de marzo de 1942) es una médica endocrinóloga argelina, profesora en la Facultad de Medicina de Argel y activista por los derechos humanos. Es la exdirectora jefa de servicio del CHU de Bab El Oued.  

## Biografía
Nacida en una familia revolucionaria, hija de Ahmed Boumendjel y sobrina de Ali Boumendjel. 

Boumendjel-Chitour estudió en el liceo Jules Ferry, en París donde su padre era abogado. Estudió latín en la escuela secundaria y en a universidad, mientras estaba decidida a convertirse en doctora. Dijo:
Por supuesto, la filosofía era mi amor loco. Pero sentí que necesitaba poder contribuir de manera concreta y efectiva a construir mi país. Tenía que ponerme al servicio de los demás, de ahí la elección de la medicina: una elección de la que no me arrepiento, ya que tenía una pasión por este trabajo.
Se especializó en endocrinología desde 1969, es profesora de medicina y está casada con Slimane Chitour, también profesor de medicina especializado en traumatología.

### Carrera
De 1988 a 1990, fue presidenta del Comité Médico contra la Tortura antes de ayudar a fundar la rama argelina de Amnistía Internacional, que presidió entre 1991 y 1993.
Como activista feminista fundó la Red Wassila que lucha contra la violencia contra las mujeres y niñas. Representó a Amnistía Internacional Argelia entre 2000 y 2009 y se convirtió en su vicepresidenta en 2009. Se pronunció en 2020, después del feminicidio de Chaïna que marcó su opinión con un conjunto de medidas como la abolición del código de la familia, y el abandono de la cláusula de perdón en la ley contra las violencias contra las mujeres, rechazó la idea de la pena de muerte recomendada por ciertos sectores.